# Ctenophora elegans
Espèce
Synonymes
- Ctenophora (Ctenophora) elegans Meigen, 1818
- Ctenophora pilosa Pierre, 1924

Ctenophora elegans est une espèce d'insectes diptères nématocères de la famille des tipulidés.
Il s'agit d'une espèce trouvée en Europe, notamment en France et en Belgique où elle est très rare.
Cette grande tipule brillante et noire présente des marques jaunes, orange ou rouges pour imiter les guêpes. Mesurant environ 20 mm de long avec une envergure d'ailes de 25 mm, Ctenophora elegans se distingue par ses antennes en forme de peigne chez les mâles et des antennes segmentées en 13 parties chez les femelles. Les larves de cette espèce sont saproxyliques, se nourrissant de bois en décomposition. Ctenophora elegans appartient à la famille des Tipulidae, à la sous-famille des Tipulinae et au genre Ctenophora. Son nom binomial complet est Ctenophora elegans Meigen, 1818.